# Centro Olímpico de Tênis

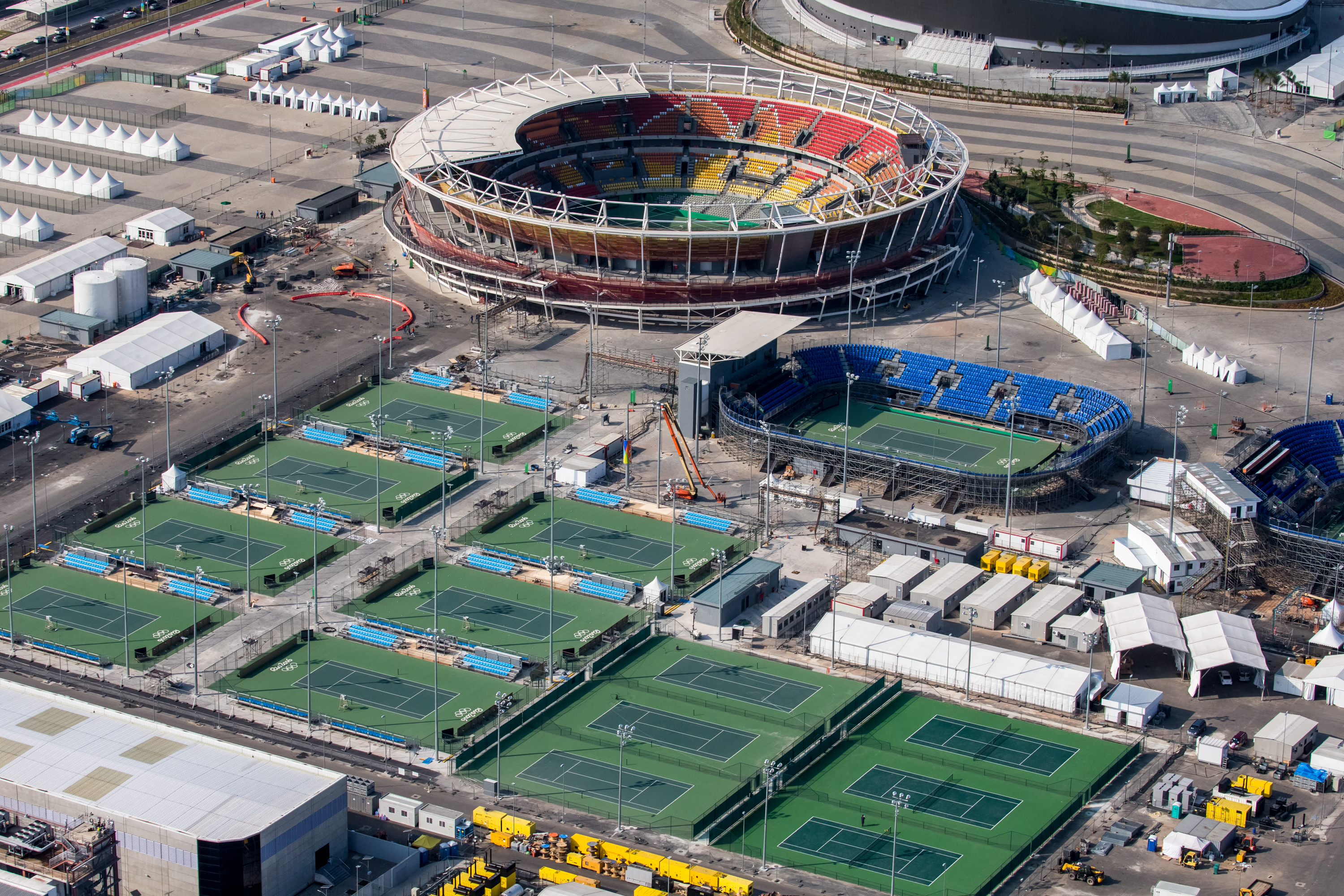
Tennisbanen op 15 mei 2016

Het Centro Olímpico de Tênis in het Olympisch park bij de wijk Barra da Tijuca van Rio de Janeiro is een tenniscomplex met 16 hardcourtbanen. Het is gelegen op de locatie van het voormalige racecircuit Autódromo Internacional Jacarepagua.
Het hoofdstadion met 10.000 zitplaatsen werd in december 2015 ingehuldigd als "Maria Bueno-stadion", genoemd naar de voormalige Braziliaanse tennisspeelster Maria Esther Bueno, de eerste vrouw die in één seizoen de vier grandslamtoernooien in het vrouwendubbelspel won (in 1960).
Rond de vijftien andere banen worden tijdelijke tribunes opgebouwd. Een baan biedt 5.000 zitplaatsen, een tweede baan 3.000 zitplaatsen en de 13 andere banen 250 zitplaatsen.
Bij de Olympische Spelen van 2016 en de Paralympische Zomerspelen 2016 wordt het complex de locatie voor tennis op de Olympische Zomerspelen en tennis op de Paralympische Zomerspelen (rolstoeltennis).
Na de Spelen blijven 9 van de 16 tennisvelden in gebruik – deze velden worden dan onderdeel van het Olympic Training Centre.